# 南黑文特設鎮區 (密歇根州)
南黑文特設鎮區（英語：South Haven Charter Township）是位於美國密歇根州范布倫縣的一個特設鎮區。

## 地方資料
南黑文特設鎮區的面積為45.40平方千米，當中陸地面積為45.40平方千米，而水域面積為0.00平方千米。根據2020年美國人口普查的數據，當地共有人口3964人，而人口密度為每平方千米87.31人。